# Kiementas
Il Kiementas (o lago Giedraičiai) è un lago situato nei pressi di Giedraičiai nel comune distrettuale di Molėtai nell’est della Lituania.
Il lago è di origine glaciale. Secoli fa vi era un’isola al centro del lago, ora divenuta piccola penisola a causa della riduzione del bacino idrico.
La costa è molto tortuosa, con una lunghezza di 7,3 km. Le coste sono basse e su alcune di esse si sono sviluppati paludi. Dal lago parte un emissario, il Širvinta (principale affluente a sua volta del  fiume Šventoji. Il fondale è ricoperto di sabbia, limo e torba, rientrante tra i sedimenti che prendono il nome di sapropel.
La parola Kíementas da cui trae origine il nome dello specchio d’acqua in lingua lituana vuol dire "villaggio, cortile".